# A Montmartre-i ibolya (film, 1975)
A Montmartre-i ibolya (eredeti cím: Под крышами Монмартра, magyaros átírással Pod krisami Monmartra) 1975-ben bemutatott orosz (szovjet) zenés film, amely Kálmán Imre azonos című operettje alapján készült. Az élőszereplős játékfilm rendezője Vlagyimir Gorikker. A forgatókönyvet Vlagyimir Gorikker, Genrih Rjabkin és Szamuil Bolotyin írta, a zenéjét Georgij Firtyics szerezte. A mozifilm a Moszfilm gyártásában készült. Műfaja zenés filmvígjáték.
A Szovjetunióban 1976. január 3-án mutatták be a mozikban, Magyarországon 1978. november 7-én az MTV-1-en vetítették le a televízióban.

## Szereplők
| Szereplő           | Színész                  | Magyar hang     |
| ------------------ | ------------------------ | --------------- |
| Violetta Sevalje   | Jevgenyija Szimonova     | Detre Annamária |
| Nyinon Tyiszje     | Valentyina Szmelkova     | Császár Angela  |
| Raoul, festő       | Alekszandr Kajdanovszkij | Németh Sándor   |
| Marcel, zeneszerző | Igor Sztarigin           | Ujréti László   |
| Henri, költő       | Vlagyimir Noszik         | Pogány György   |
| Madame Arnot       | Ljudmila Kaszatkina      | Moór Mariann    |
| Giuseppe Frascatti | Vlagyimir Baszov         | Kaló Flórián    |
| François           | Oleg Anofrijev           | Szabó Ottó      |

## Televíziós megjelenések
MTV-1